# Cerastium tucumanense
Cerastium tucumanense là loài thực vật có hoa thuộc họ Cẩm chướng. Loài này được Pax mô tả khoa học đầu tiên năm 1893.